# Radif
Si definiscono radif (in persiano: ردیف, che significa ordine) un repertorio modello fatto da una struttura modale/formale, ch'è stato trasmesso attraverso svariate generazioni per mezzo della tradizione orale. Su questo insieme di melodie si basa la musica tradizionale persiana, che una volta fu tramandata da maestro ad allievo (dalla cui bravura e memoria dipendeva la preservazione della musica) e integrata dalle personali interpretazioni dei maestri più importanti.
Il radif è altresì una regola della poesia urdu usata nei componimenti detti ghazal. Prevede che il secondo verso di ogni distico debba terminare con la medesima parola. Questa stessa parola rappresenta il radif del ghazal.